# ثويرا
بلدية صُخَيرة أو زُهَيرة أو (نقحرة: ثويرا) (بالإسبانية: Zuera) هي بلدية تقع في مقاطعة سرقسطة التابعة لمنطقة أراغون شمال شرق إسبانيا.

## الديموغرافيا
بلغ عدد سكان بلدية صُخَيرة 7.604 نسمة عام 2011 (وفقاً للمعهد الوطني الإسباني للإحصاء).
| 5.374 | 5.439 | 5.715 | 6.212 | 6.759 | 7.427 | 7.604 |